# Принцип Ле Шательє — Брауна
Принцип Ле Шательє-Брауна стверджує, що реакція рівноважної термодинамічної системи на будь-яке збурення відбувається таким чином, щоб зменшити наслідки цього збурення.
{\displaystyle (\Delta X)_{0}>(\Delta X)},
де {\displaystyle (\Delta X)_{0}} — величина того відклику, яка спостерігалася б при зафіксованому стані системи, {\displaystyle (\Delta X)} — справжня величина відклику, коли система реагує на збурення зміною свого стану.
Наприклад, при плавленні бінарного сплаву виплавлювання однієї зі складових приводить до підвищення температури плавлення залишку, таким чином зменшуючи ефект від нагрівання. 
Принцип виводиться з умови максимуму ентропії при термодинамічній рівновазі. Таким чином він справедливий для рівноважних систем, а також для дисипативних систем, що знаходяться у стійкому стаціонарному стані. 
Принцип Ле Шательє-Брауна названий на честь французького хіміка Анрі Луї Ле Шательє і німецького фізика Карла Фердинанда Брауна.

## Принцип Ле Шательє— Брауна в екології
Завдяки дії принципу Ле Шательє, в біосфері здійснюється біологічне регулювання концентрації речовин. Іншими словами, підтримуючи певний хімічний склад навколишнього середовища, біота реалізує принцип Ле Шательє, направлено змінюючи співвідношення між синтезом і розкладанням органічних речовин, порушене у випадку збурення навколишнього середовища. Це підтверджується тим, що глобальні середньорічні потоки синтезу і розкладання органічних речовин компенсують один одного з відносною точністю до сотих відсотка. Звідси випливає фундаментальний висновок, що компенсація порушень у навколишньому середовищі може проводитися тільки незбуреною або слабо збуреною біотою.
Температурний режим та концентрація більшості неорганічних сполук в атмосфері і океані підтримуються живими організмами. Вони виявилися б «нерівноважними», якщо б життя на Землі було раптово знищене. Однак при наявності життя ці концентрації і температурний режим в цілому залишаються незмінними, незважаючи на вулканізм і космічні збурення, протягом тисячоліть. Це означає, що сучасна біосфера, як відкрита нерівноважна термодинамічна система, що знаходиться у стійкому стаціонарному стані, після кожного збурення (наприклад, малий льодовиковий період) незмінно поверталася до початкового стану. Саме подібні спостереження дозволяють використовувати принципи Лешательє для характеристики стану біосфери.
Цінність принципу Ле Шательє полягає в тому, що він не вимагає знань про структуру і динаміку системи, а діє по відношенню до будь-яких змінних характеристик системи. В теорії управління аналогічне явище носить назву негативних зворотних зв'язків.
Одними з перших, хто застосували принцип Ле Шательє-Брауна, який являє собою вдале тлумачення  третього закону Ньютона, були: на рівні  аутекології американський фізіолог Ф. Пайк (F. Pike) в 1915 р., а на рівні екології біоценозів — Д. М. Кашкаров в 1926 р..
Збої в дії принципу Ле Шательє-Брауна, спотворення в процесі біогенної міграції атомів у зв'язку зі зміною глобальної біоти, порушення в багатьох інших фундаментальних закономірностях функціонування екосистем планети вказують на те, що хронічна деструкція планетарних систем життєзабезпечення набула загрозливих для існування людей масштабів.
Одночасно спостерігаються ознаки гострої дисфункції планетарних систем і природно-ресурсного потенціалу: виснаження природних ресурсів і умов життя людей; глобальне хімічне забруднення і засмічення суші, моря, континентальних і підземних вод, найближчого космосу, в тому числі складними органічними сполуками та важкими металами; геофізичне зміна середовища життя — зміна клімату і т.п.; радіоактивне забруднення поверхні Землі; ослаблення озонового екрану і озонові діри; кислотні опади як результат хімічного забруднення; вторинне забруднення в результаті спонтанних хімічних реакцій; обезліснення планети; деградація ґрунтів; опустелювання суші і акваторій; знищення видів, яка набирає форму каскадного процесу; виникнення нових і проникнення небезпечних біологічних форм, які існували, в вивільнювані і виникаючі екологічні ніші; зсув екологічної рівноваги з формуванням нових екосистем; погіршення артеприродного і квазіприродного середовища, що веде до психологічної втоми, хвороб, стресу і т.п.